# Battle Cry (Shontelle)
Battle Cry è un singolo della cantante barbadiana Shontelle, il terzo e ultimo estratto dal suo album di debutto Shontelligence. È stato pubblicato il 21 ottobre 2008 negli Stati Uniti e il 10 agosto 2009 nel Regno Unito.
Nell'ottobre 2008 Shontelle ha pubblicato un video tributo di Battle Cry su YouTube dedicato a Barack Obama.. Nel maggio 2009 ha filmato il video ufficiale a Los Angeles, diretto da Jessy Terrero. Il 26 giugno il video musicale di Battle Cry è stato pubblicato sul fansite ufficiale della cantante.

## Tracce
Download digitale (Regno Unito)
1. Battle Cry 3:13
2. Battle Cry (Ill Blu Remix) 4:12

Download digitale - EP (Regno Unito)
1. Battle Cry 3:14
2. Battle Cry (Ill Blu Remix) 4:14
3. Battle Cry (Lee Hazard Mix) 4:36

## Classifiche
| Classifica (2009) | Posizione massima |
| ----------------- | ----------------- |
| Regno Unito       | 61                |